# Crocidura parvipes
Crocidura parvipes is een zoogdier uit de familie van de spitsmuizen (Soricidae). De wetenschappelijke naam van de soort werd voor het eerst geldig gepubliceerd door Osgood in 1910.

## Voorkomen
De soort komt voor in Afrika.